# Јакоб Ројман
Јакоб Ројман (Беч, 31. децембар 1853 —Клагенфурт, 29. јул 1925) био је аустријски социјалдемократски политичар и први социјалдемократски градоначелник Беча. Био је на функцији градоначелника од 1919. до 1923. године.

## Биографија
На конвенцији Хајнфелдске партије из 1888/1889, Јакоб Ројман је одређен за првог секретара новоосноване Социјалдемократске партије, која је тада уједињавала социјалдемократе читавог вишенационалног аустријског дела Аустроугарске. Од 1900. биран је за посланика бечког Гемајндерата (градског парламента), од 1907. за члана аустријског Рајхсрата (парламента), године 1917. за градског већника, 1918. за заменика градоначелника. Коначно, 21. маја 1919. изабран је за градоначелника, првог социјалдемократског градоначелника у историји Беча. 1918/1919 био је и члан Привременог националног већа Немачке Аустрије. Био је председник Савезног већа Аустрије 1920-их.
Године 1922, као градоначелник постао је Ландесхауптман (гувернер) нове аустријске савезне државе Беч. Под његовим вођством, већ исте године је у Симерингу отворен први крематоријум у Аустрији. Ројман је ову одлуку морао да брани на Уставном суду пошто је дао грађевинску дозволу за крематоријум против наредбе савезног министра из Хришћанско-социјалне партије.
Године 1923. Гемајндерат је закључио први велики стамбени програм за изградњу 25.000 станова у року од пет година. 13. новембра 1923. Јакоб Ројман је напустио место градоначелника и постао почасни грађанин Беча. Његов пепео је сахрањен у Крематоријуму у Бечу. Неколико недеља након његове смрти 1925. године, у десетом округу Фаворитен, радничком округу одакле је Ројман потекао, трг је назван Ројманплац. На овом тргу је дуго година била последња станица метро линје У1. Данас се овде налази популарно пливалиште Амалијенбад и сладолеџиница Тихи.